# GB 12345
GB/T 12345，GB/T 12345–90 或 GB/T 12345–1990，全称《信息交换用汉字编码字符集　辅助集》（英文：Code of Chinese ideogram set for information interchange supplementary set），也就是「第一辅助集」，简称 GB1，是辅助GB/T 2312的编码字符集，也可以看作GB/T 2312的繁体版本。该编码集共收录6,866个汉字，是中华人民共和国为了适应繁体汉字信息处理而制定的标准。
该标准是于1990年发布，原稱 GB/T 12345–90，T 是「推薦」漢語拼音首字母。1993年起该标准改為強制性，改稱 GB 12345。自2017年3月23日起，根据2017年第7号公告和强制性标准整合精简结论，该标准转化回推荐性标准，不再强制执行，也改称回 GB/T 12345。

## 编码安排
1. 第01区到第09区和GB/T 2312基本一样，并于第08区27位至32位，增加了6个汉语拼音字符（源自 GB 5007.1–85 對 GB/T 2312 之修正）。
2. 第06区57位至85位，增加了29个竖排标点。（該29个竖排标点後來引入了GB 18030標準內）
3. 第16区到第87区，排列和GB/T 2312相对应的繁体字，如果GB/T 2312中的汉字没有对应的繁体字，则排列和GB/T 2312一样的汉字。
4. 第88区到89区，增补了由于汉字简化而被精简、併入其他字的103个汉字。

## 特殊汉字
GB/T 12345内包含了几个特殊的异体字，与现今《通用规范汉字表》所规定的简繁对应关系不同：
1. （57区，76）：「凫」的现行标准繁体字为「鳬」（2013:3620，76页），异体字栏并未有「鳧」字。
2. （33区，05）：「隶」的现行标准繁体字为「隸」（2013:1305，60页），异体字栏附注「隷」字。
3. （47区，22）：「隙」在现行标准并未对应繁体字。

## 字模集
- GB 5007.2–2001《信息技术 汉字编码字符集（辅助集） 24点阵字型》，规定了此字符集中，图形字符的24点阵字型。該標準後修訂為 GB 5007.2–2008《信息技术 汉字编码字符集（辅助集） 24点阵字型 宋体》。